# Ophiomaza cataphracta
Ophiomaza cataphracta är en ormstjärneart som först beskrevs av Brock 1888.  Ophiomaza cataphracta ingår i släktet Ophiomaza och familjen Ophiothrichidae. Inga underarter finns listade i Catalogue of Life.